# Telochurus nigrescens
Telochurus nigrescens är en fjärilsart som beskrevs av Barend J. Lempke 1959. Telochurus nigrescens ingår i släktet Telochurus och familjen tofsspinnare. Inga underarter finns listade i Catalogue of Life.